# تفجيرات الجامعة المستنصرية
كانت تفجيرات الجامعة المستنصرية عبارة عن سلسلة من الهجمات بالقنابل نفذها تنظيم القاعدة على الطلاب والمدرسين في الجامعة المستنصرية في بغداد في العراق في 16 يناير 2007. قُتل نحو 70 شخصًا وأصيب 169 آخرون.

## روابط خارجية
- مقتل 60 في تفجير مزدوج بجامعة في بغداد رويترز
- تفجيرات تقتل 60 في جامعة واشنطن بوست
- مقتل 65 في تفجير جامعي في بغداد في الوقت الذي أفادت فيه الأمم المتحدة عن مقتل 34000 مدني عراقي في عام 2006 يو إس إيه توداي
- 3 قنابل تقتل على الأقل 70 في الجامعة ببغداد نيويورك تايمز
- العراق: بعد القصف الجامعي، اليونسكو تحث الحكومة على الدفاع عن الحق في التعليم الأمم المتحدة